# Iris Chang
Iris Shun-Ru Chang 張純如 (ur. 28 marca 1968 w Princeton – zm. 9 listopada 2004 w Los Gatos) – amerykańska dziennikarka pochodzenia chińskiego, autorka książek historycznych, aktywistka polityczna.
Jest autorką książki pt. Rzeź Nankinu z 1997 roku, opisującej masakrę nankińską. Postać Iris Chang jest tematem książki biograficznej Finding Iris Chang: friendship, ambition and the loss of an extraordinary mind z 2007 roku autorstwa Pauli Kamen, oraz filmu dokumentalnego Iris Chang: The Rape of Nanking z tego samego roku, z udziałem Olivii Cheng.

## Życiorys
Iris Chang była córką dwóch profesorów uczelnianych, Ying-Ying Chang i Shau-Jin Changa, którzy wyemigrowali z Chińskiej Republiki Ludowej na Tajwan, i ostatecznie do Stanów Zjednoczonych. Chang urodziła się w Princeton w stanie New Jersey, wychowywała się w Champaign-Urbanie w stanie Illinois. Dorastała, słuchając historii o masakrze w Nankinie, przed którą udało się uciec jej dziadkom ze strony matki. Kiedy próbowała szukać książek na ten temat w Bibliotece Publicznej w Champaign, okazało się, że biblioteka ta nie posiada żadnych publikacji na ten temat. Uczęszczała do University Laboratory High School of Urbana, którą ukończyła w 1985 roku. Początkowo studiowała informatykę, ale później przeniosła się na dziennikarstwo, uzyskując tytuł bachelor's degree na Uniwersytecie Illinois w Urbanie i Champaign w 1989 roku. W czasie studiów pracowała również jako copywriterka dla Associated Press, New York Timesa i Chicago Tribune. Następnie była nauczycielką i pisała artykuły do czasopism. Wyszła za mąż za Bretta Douglasa, konstruktora w przedsiębiorstwie Cisco Systems, którego poznała w czasie studiów. Miała z nim syna, Christophera. Ostatnie lata swojego życia spędziła w San Jose w Kalifornii.
9 listopada 2004 popełniła samobójstwo, strzelając sobie w głowę. Pochowano ją na Gate of Heaven Catholic Cemetery w Los Altos w Kalifornii.

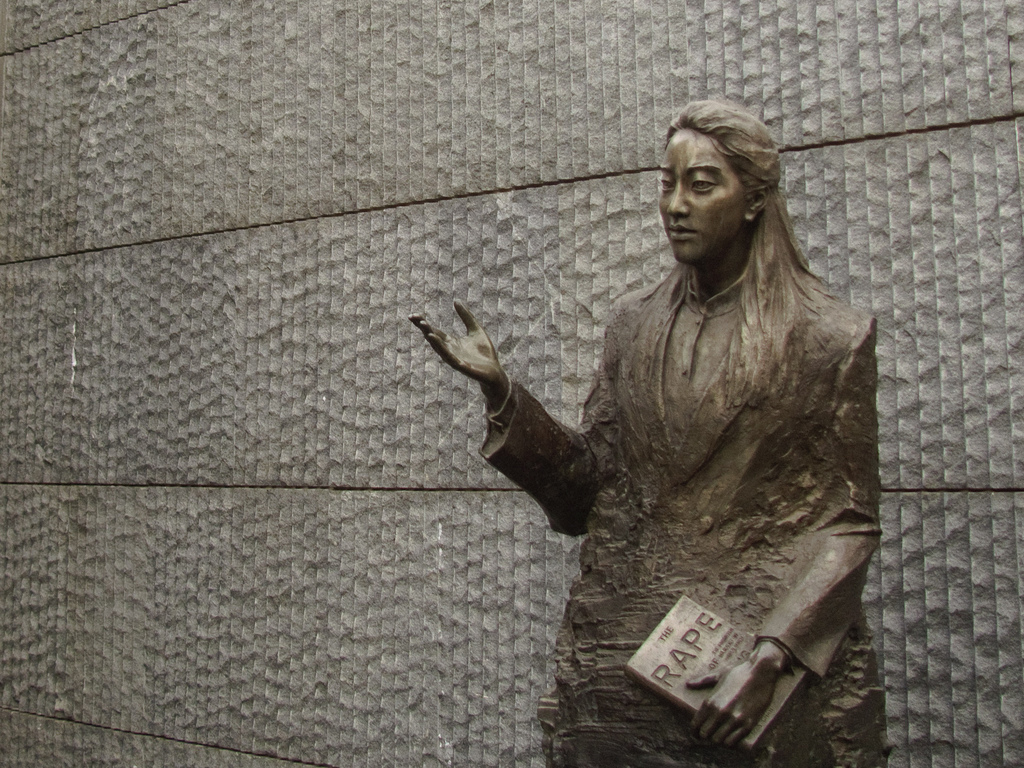
Posąg Iris Chang w Sali Pamięci Ofiar Masakry Nankińskiej w Nankinie

## Upamiętnienie
Jej imię nosi park miejski w San Jose, otwarty w 2019 roku.

## Książki
- Thread of the silkworm[19]
- The rape of Nanking: The forgotten holocaust of World War II (wydana w Polsce jako Rzeź Nankinu)[20][21]
- The Chinese in America: a narrative history[22]

## Inne publikacje
- Iris Chang and the forgotten holocaust: best essays from the Iris Chang Memorial Essay Contest, 2006[23]
- The denial and its cost: reflections on the Nanking massacre, 70 years ago and beyond: best essays from Iris Chang memorial essay contest 2007[24]
- Finding Iris Chang: friendship, ambition and the loss of an extraordinary mind[3]
- The woman who could not forget: Iris Chang before and beyond The rape of Nanking[25]